# Jocotitlán
Jocotitlán és un municipi de l'estat de Mèxic. Jocotitlán és el cap de municipi i principal centre de població d'aquesta municipalitat. Aquest municipi és a la part nord-occidental de l'estat de Mèxic. Limita al nord amb el municipi de Atlacomulco, al sud amb Ixtlahuaca, a l'oest amb San Felipe del Progreso i a l'est amb Morelos.